# Meglena Plougtchieva
 (juillet 2013).
Si vous disposez d'ouvrages ou d'articles de référence ou si vous connaissez des sites web de qualité traitant du thème abordé ici, merci de compléter l'article en donnant les références utiles à sa vérifiabilité et en les liant à la section « Notes et références ».
Meglena Ivanova Plougtchieva-Alexandrova (Меглена Иванова Плугчиева-Александрова, en bulgare), née le 12 février 1956 à Balchik, est une femme politique bulgare, membre du Parti socialiste bulgare (BSP).

## Biographie

### Formation
Après avoir réussi ses études au lycée d'allemand de Varna, elle étudie à l'université sylvicole de Sofia. Elle y obtient, en 1981, un diplôme en gestion des ressources forestières et études environnementales.

### Carrière professionnelle
Cette même année, elle devient inspectrice à la direction régionale de la Protection de l'environnement de Varna. Elle y travaille trois ans, étant promue, en 1984, directrice adjointe de la direction régionale des Forêts. Elle passe avec succès, en 1989, un doctorat à l'université sylvicole.
En 1990, elle prend la direction du département des Relations internationales de la direction nationale des Forêts.

### Vie politique et diplomatique
Lors des élections législatives de 1994, elle est élue députée socialiste à l'Assemblée nationale. Membre du conseil suprême du BSP, elle en démissionne en 2001, après avoir été nommée vice-ministre de l'Agriculture auprès du gouvernement du libéral Simeon Sakskoburggotski.
Elle quitte cette fonction en novembre 2004, pour devenir ambassadrice de Bulgarie en Allemagne.
Le 24 avril 2008, elle fait son retour en politique en étant nommée vice-ministre-présidente, chargée de l'utilisation des Fonds européens, dans le gouvernement de centre-gauche du socialiste Sergueï Stanichev. Aux élections législatives de 2009, elle est réélue députée, mais l'alliance perd le pouvoir au profit du centre droit.
Elle quitte le Parlement en mai 2012, après avoir été désignée ambassadrice en Suisse, et se met en retrait du BSP.